# Bonniers trebandslexikon
Bonniers trebandslexikon var ett uppslagsverk på svenska som gavs ut av Bonniers i 3 band under redaktörskap av Uno Dalén. Verket gavs ut i tre upplagor, 1970, 1974 respektive 1979, där titeln skrevs "Bonniers trebandslexikon" för första upplagan och "Bonniers 3-bandslexikon" för den andra och den tredje upplagan. Uppslagsverket var i princip en komprimerad och uppdaterad version av Bonniers lexikon från 1960-talet och kom i sin tur att ligga som grund för nya uppslagsverk från Bonnier under 1980-talet, bland annat Media och Bonniers familjelexikon.